# Бальцер, Освальд Мариан

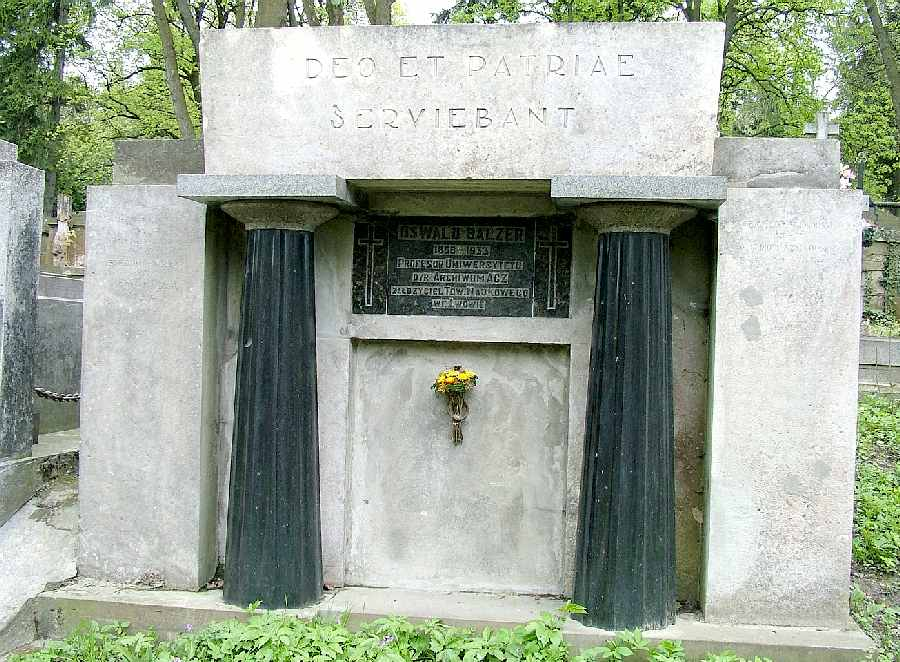
Могила Освальда Бальцерa на Лычаковском кладбище (Львов)

Освальд Мариан Бальцер (пол. Oswald Marian Balzer; 23 января 1858, Ходоров — 11 января 1933, Львов) — польский историк, профессор польского права в Львовском университете.

## Биография
Родился 1858 г. в Галиции, учился во Львове, Кракове и затем в Берлине. Ученик М. Бобржинского; с 1885 года — приват-доцент, доктор права Ягеллонского университета, с 1887 года — профессор, с 1888 году член Краковской академии. Инициатор создания в 1901 году и многолетний председатель Научного общества во Львове .
В 1921 году первым среди представителей польской науки был награждён орденом Белого Орла.
Умер во Львове и похоронен на Лычаковском кладбище.

## Избранная библиография
Освальд Бальцер — автор научных трудов по истории и праву:
- «Henrici Sbignei de Gora Tractatulus contra Cruciferos»
- «Oratio contra Cruciferos Thorunii аnnо 1464 habita»
- «Rachunki domowe Zygmunta Augusta z. v. 1549»
- «Studja nad prawem polskiem» (Познань, 1889 г.)
- «Genera Srybunal u Koronnego» (Варшава, 1886 г.)
- Kancelarye i akta grodzkie w wieku XVIII (1882)
- Geneza Trybunału Koronnego (1886)
- Regestr złoczyńców grodu sanockiego: 1554—1638 (1891)
- Walka o Tron krakowski w latach 1202—1210/11 (1894)
- Genealogia Piastów (1895)
- O następstwie tronu w Polsce (1897)
- Historia ustroju Austrii w zarysie (1899)
- O zadrudze słowiańskiej (1899)
- Z powodu nowego zarysu historii ustroju Polski (1906)
- O Morskie Oko. Wywód praw polskich przed sądem polubownym w Gradcu (Grazu)] (1906)
- O kilku kwestiach spornych z historii ustroju Polski (1907)
- Państwo polskie w pierwszym siedemdziesięcioleciu XIV i XVI wieku (1907)
- Skartabelat w ustroju szlachectwa polskiego (1911)
- Stolice Polski 963—1138 (1916)
- Skarbiec i Archiwum koronne w dobie przedjagiellońskiej] (1917)
- Królestwo Polskie 1295—1370, t. I—III (1919—1920)
- Narzaz w systemie danin książęcych pierwotnej Polski (1928)
- Corpus iuris Polonici 1506—1522, t. III oraz cz. I tomu IV obejmująca lata 1523—1534 (1906; 1910)
- Porządek sądów i spraw prawa ormiańskiego z r. 1604 (1912)
- Przegląd palatynów polskich w czasie panowania Piastów, w: Pisma pośmiertne, t. III (1937)

Кроме того, Бальцер помещал множество рецензий в журнале «Kwartalnic historyczny» («Квартальный исторический журнал»), выходившем под редакцией К. Лиске.

## Признание научных заслуг
О. Бальцер — член многих польских и зарубежных научных учреждений, в том числе, Польской Академии знаний, академий наук в Петербурге (1908; иностранный член-корреспондент), Праге, Софии, Загребе, Варшаве, Общества любителей наук в Познани, Вильно, Пшемысле и др.
Пять университетов присвоили ему звание доктора honoris causa:
- Львовский университет в 1903 г.,
- Карлов университет в Праге в 1909 г.,
- Варшавский университет в 1921 г.,
- Университет Познани в 1926 г.,
- Университет Стефана Батория в Вильно в 1928 г.

В 1902 году  удостоен звания «Почётный гражданин г. Львова».